# Evoluzione
L'evoluzione, all'interno di una popolazione biologica, è il prodotto del mutamento dei caratteri trasmessi ereditariamente alle generazioni successive. A tale mutamento concorrono diversi fattori, quali le mutazioni genetiche (benché siano il più delle volte singolarmente poco significative, il loro lento accumularsi può portare alla comparsa di caratteristiche nuove), la selezione naturale, la deriva genetica. Il loro effetto determina l'evoluzione dei caratteri fino alla comparsa di nuove specie.
Ogni organismo vivente sulla Terra condivide con gli altri un antenato comune, e questo è testimoniato dalle somiglianze tra i diversi organismi viventi (come la presenza in ognuno di acidi nucleici, di un identico codice genetico, di uguali amminoacidi) e dalla paleontologia. Charles Darwin lo aveva ipotizzato nella sua teoria, intuendo che l'evoluzione delle specie fosse determinante e vide nella selezione naturale il motore fondamentale dell'evoluzione della vita sulla Terra.
Una prima conferma si ebbe con le leggi di Mendel sull'ereditarietà genetica dei caratteri, nel XIX secolo. Solo più tardi, grazie ai nuovi strumenti di indagine e con la scoperta del DNA i princìpi generali dell'evoluzione furono provati. L'intera comunità scientifica, infatti, riconosce ampiamente il processo dell'evoluzione e dibatte ancora solo su alcuni aspetti teorici del processo, che restano un campo di ricerca estremamente vitale. Il concetto di evoluzione ha costituito una rivoluzione scientifica nell'intera cultura occidentale, ha stimolato riflessioni in ambito filosofico e ispirato teorie e modelli che toccano quasi ogni aspetto della conoscenza.

## Storia

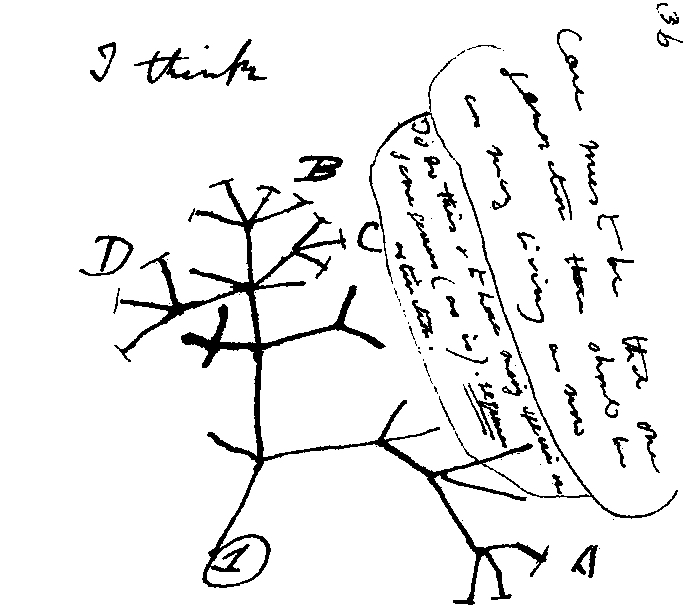
Uno dei primi disegni di Darwin schematizzanti la successione filogenetica

Elementi del pensiero evoluzionista possono essere rintracciati già nella filosofia greca, in relazione ai quesiti sull'origine dei viventi e alla possibilità che questi potessero mutare per occupare nuovi ambienti. I meccanismi fondamentali dell'evoluzione sono stati chiariti grazie alle scoperte di Charles Darwin e Gregor Mendel nel XIX secolo, confermate dai progressi della genetica, della paleontologia e della biogeografia, che hanno conferito validità scientifica alla teoria dell'evoluzione delle specie.

### Lascala naturalee la classificazione dei viventi prima dell'illuminismo
Nelle scienze naturali afferenti alle culture degli odierni Paesi occidentali, l'immutabilità degli organismi, difficilmente prima di Linneo definibili specie, era generalmente un dogma. Dagli scritti di Aristotele ai testi religiosi come la Bibbia, i viventi erano considerati entità fisse e definite. Eventuali estinzioni erano considerate possibili, sulla base di cataclismi come il diluvio universale. Alcuni tentativi di gerarchizzazione come il sistema della scala naturae, radicato nella filosofia platonica, con rimaneggiamenti successivi di matrice cristiana, erano stati considerati validi fino al sorgere delle teorie evoluzionistiche. Tali tassonomie non prevedevano un'evoluzione.
Pragmaticamente però, fin dagli albori del neolitico, le tecniche di selezione agricola e allevamento, che sottintendevano i concetti di incrocio, ottenimento di una nuova forma e selezione artificiale della progenie, erano state largamente utilizzate dall'uomo. Lucius Junius Moderatus Columella, i cui scritti sono stati riscoperti in epoca rinascimentale, cita tecniche modernamente attribuibili a inconsapevoli programmi di miglioramento genetico che univano razionalmente incrocio, e selezione con reincrocio in zoocoltura, e la formulazione dei primi criteri per la selezione dei vegetali.

### Il XVII e il XIX secolo, da Linneo a prima del darwinismo
Sin da prima che Charles Darwin, il "padre" del moderno concetto di evoluzione biologica, pubblicasse, nel 1859, la prima edizione de L'origine delle specie le posizioni degli studiosi di scienze naturali erano divise in due grandi correnti di pensiero che vedevano, riguardo ai viventi, da un lato, una natura dinamica ed in continuo cambiamento, dall'altro una natura sostanzialmente immutabile.
Della prima corrente facevano parte scienziati e filosofi vicini all'Illuminismo francese, come Maupertuis, Buffon, La Mettrie, che rielaboravano il meccanismo di eliminazione dei viventi malformati proposto da Lucrezio nel De rerum natura ed ipotizzavano una derivazione delle specie le une dalle altre. Tuttavia, l'interpretazione di tali teorie come veri e propri preannunci di evoluzionismo è discussa.
.

Evoluzione del cavallo; è rappresentata la ricostruzione delle specie fossili ottenute dai successivi livelli stratigrafici con diagrammi dei piedi e denti. L'evoluzione dei cavalli non è stata un processo lineare, e la zoologia, per la ricchezza di fossili data dalla numerosità di un animale che viveva in grossi branchi, e per lo sviluppo morfologico ben evidenziabile a livello osseo ha potuto ricostruire un quadro più completo dell'evoluzione del cavallo rispetto probabilmente a quello di qualsiasi altro mammifero

In ogni modo ancora alla fine del Settecento la teoria predominante era quella della fissità, dello scienziato Linneo, che definiva le varie specie come entità create una volta per tutte e incapaci di modificarsi o capaci entro ben determinati limiti. Tali concetti si ispiravano al concetto gerarchico della scala naturae medievale, ma con radici profonde nella Genesi biblica, nella filosofia aristotelica e platonica e nei pitagorici come Timeo di Locri.
All'inizio del XIX secolo iniziarono a sorgere, negli studiosi di Scienze Naturali, i primi dubbi concreti: negli strati rocciosi più antichi infatti mancano totalmente tracce (fossili) degli esseri attualmente viventi e se ne rinvengono altre appartenenti a organismi attualmente non esistenti. Nel 1809 il naturalista Lamarck presentò per primo una teoria evoluzionista (detta lamarckismo) secondo cui gli organismi viventi si modificherebbero gradualmente nel tempo adattandosi all'ambiente: l'uso o il non uso di determinati organi porterebbe con il tempo a un loro potenziamento o a un'atrofia. Tale ipotesi implica quello che, viene considerato l'errore di fondo: l'ereditabilità dei caratteri acquisiti. Per esempio: un culturista non avrà necessariamente figli muscolosi; la muscolosità del culturista è infatti una manifestazione fenotipica, cioè morfologica, derivante dall'interazione dello sportivo con l'ambiente, il continuo sollevare pesi; ma il particolare sviluppo muscolare non è dettato dal suo patrimonio genetico, il genotipo. Attualmente, nel XXI secolo e alla luce degli studi sull'epigenetica, sappiamo che questa è una semplificazione, ma nella costruzione di una teoria organica dell'evoluzione la separazione tra caratteri acquisiti e caratteri ereditabili stabilisce una tappa fondamentale.
Lamarck trovò opposizione in Georges L. Chretien Cuvier, il quale aveva elaborato la 'teoria delle catastrofi naturali' secondo la quale la maggior parte degli organismi viventi nel passato sarebbero stati spazzati via da numerosi cataclismi e il mondo infatti sarebbe stato ripopolato dalle specie sopravvissute.

### La seconda metà del XIX secolo e il darwinismo
Dopo cinquant'anni dai fatti narrati Darwin formulò una nuova teoria evoluzionista; il noto naturalista, durante il suo viaggio giovanile sul brigantino Beagle, fu colpito dalla variabilità delle forme viventi che aveva avuto modo di osservare nei loro ambienti naturali intorno al mondo. Riflettendo sugli appunti di viaggio e traendo spunto dagli scritti dell'economista Thomas Malthus, Darwin si convinse che la "lotta per la vita" fosse uno dei motori principali dell'evoluzione intuendo il ruolo selettivo dell'ambiente sulle specie viventi. L'ambiente, infatti, non può essere la causa primaria nel processo di evoluzione (come invece sostenuto nella teoria di Lamarck) in quanto tale ruolo è giocato dalle mutazioni genetiche, in gran parte casuali. L'ambiente entra in azione in un secondo momento, nella determinazione del vantaggio o svantaggio riproduttivo che quelle mutazioni danno alla specie mutata, in poche parole, al loro migliore o peggiore adattamento (fitness in inglese).
I principali meccanismi che partecipano in queste situazioni sono:
- meccanismi genetici
- meccanismi ecologici

### Gli inizi del XX secolo, l'affinamento e l'evoluzione della teoria darwiniana
La riscoperta delle leggi di Mendel, le diverse difficoltà nello spiegare tutti i fenomeni che coinvolgono le mutazioni di forme e funzioni degli organismi portarono successivamente, prima a mettere in discussione le teorie originali, poi ad affinarle arricchendo l'evoluzionismo classico delle nuove conoscenze. Uno dei diversi passi che condurranno alla successiva sintesi fu l'evoluzione per salti, definita anche saltazionismo, e il mutazionismo, affine ma che enfatizza il ruolo evolutivo dei processi di mutazione genetica, elaborati a partire dalle idee di Hugo de Vries agli inizi del 1900 il quale, studiando alcuni organismi vegetali, osservò la presenza di numerose variazioni rispetto alla forma normale, alle quali diede il nome di "mutazioni".
In seguito questo modello venne ripreso e rivisitato anche da biologo e matematico D'Arcy Wentworth Thompson e dal genetista Richard Goldschmidt, considerato il primo a integrare genetica, sviluppo ed evoluzione. Nonostante la teoria non sia oggi confermata, vi sono alcuni meccanismi che vengono considerati plausibili in determinati ambiti. Alcuni sostenitori di spicco, tra cui Carl Woese suggeriscono che l'assenza di continuità tra gli RNA dei domini di batteri, archeobatteri e eucarioti, costituisca un'indicazione primaria che le tre linee principali di organismi si siano prodotte attraverso uno o più grandi salti evolutivi da uno stato ancestrale che coinvolgevano un drastico cambiamento di organizzazione cellulare, significativo all'inizio l'evoluzione della vita; con il termine salti improvvisi si riteneva che le nuove specie comparissero improvvisamente, senza passare per forme intermedie od organismi di transizione.
Darwin sapeva che variazioni discontinue o "spot" potevano verificarsi, e che i loro effetti venivano ereditati, ma ha sempre sostenuto che tali cambiamenti non sarebbero stati significativi nell'evoluzione, che deve avvenire in modo graduale secondo la dottrina di "natura non facit saltum" (gradualismo). Il superamento di tali contrasti ha portato alla formulazione del neodarwinismo.

### Neodarwinismo: la sintesi moderna
La moderna teoria dell'evoluzione (detta anche sintesi moderna o neodarwinismo) è basata sulla teoria di Charles Darwin, che postulava l'evoluzione delle specie attraverso la selezione naturale, combinata con la teoria di Gregor Mendel sulla ereditarietà biologica. Altre personalità che hanno contribuito in modo importante allo sviluppo della sintesi moderna sono Ronald Fisher, Theodosius Dobzhansky, J.B.S. Haldane, Sewall Wright, Julian Sorell Huxley, Ernst Mayr, George Gaylord Simpson e Motoo Kimura.

### Gli sviluppi successivi
La scoperta dei fondamenti molecolari della genetica ha ulteriormente raffinato la sintesi neodarwinista; dopo gli anni quaranta i lavori di W. D. Hamilton, George C. Williams, John Maynard Smith e altri, e poi dopo gli anni sessanta del XX secolo le scoperte relative alle basi biochimiche della vita e il sequenziamento degli acidi nucleici hanno permesso analisi rigorose, spesso su base matematica, di fenomeni evolutivi come la selezione parentale, l'altruismo e la speciazione.
Molto nota, nell'ambito della paleontologia, è la teoria degli equilibri punteggiati di Stephen Jay Gould. Mentre nel darwinismo classico si immagina un'evoluzione graduale e lineare, i fossili mostrano invece che le specie tendono a conservare certe caratteristiche per lunghi periodi, per poi mutare improvvisamente in tempi relativamente brevi. Ciò spiega gli scarsi ritrovamenti di "anelli di congiunzione" tra una specie e l'altra.
La conoscenza sempre più dettagliata delle dinamiche evolutive a livello genetico ha permesso lo sviluppo di discipline applicate quali, per esempio, la genetica della conservazione e, più recentemente, la genomica della conservazione, che utilizza ampiamente modelli statistici propri della genetica evoluzionistica per comprendere ed affrontare problemi relativi alla conservazione della biodiversità.

#### Trasferimento orizzontale
Sempre più spesso, inoltre, gli studi sui geni e sul genoma suggeriscono che un significativo trasferimento orizzontale sia avvenuto tra i procarioti. Il trasferimento orizzontale dei geni è definito da alcuni "il nuovo paradigma della biologia". Mentre il trasferimento orizzontale dei geni è ben noto tra i batteri, è soltanto nel primo decennio del XXI secolo che si è scoperta la sua importanza tra le piante superiori e gli animali. Il campo d'azione del trasferimento orizzontale dei geni è essenzialmente l'intera biosfera, con batteri e virus nel doppio ruolo di intermediari per lo scambio genico e di serbatoi per la moltiplicazione e ricombinazione dei geni stessi. Questo approccio è portato alle estreme conseguenze da Lynn Margulis nella sua teoria della simbiogenesi, secondo la quale la simbiosi, con la possibilità di ricombinare interi genomi, sarebbe la principale sorgente di variazione ereditabile. La comprensione di questi meccanismi ha ampliato le conoscenze e chiarito i dubbi relativi a similitudini genetiche tra specie non così strettamente imparentate sulla base della sola filogenesi classica, estendendo lo schema di albero della vita darwiniano a un disegno assimilabile a una rete vitale.

#### Il gene egoista
Una particolare interpretazione del neodarwinismo è associata a Richard Dawkins, il quale afferma che l'unica vera unità su cui agisce la selezione naturale è il gene. Dawkins estende l'idea darwiniana fino ad includere sistemi non biologici che mostrano analoghi comportamenti di selezione del “più adatto”, come il meme nelle culture umane.

#### Sociobiologia
Un'altra disciplina scientifica, la sociobiologia, fondata nel 1975, per merito dello zoologo Edward Osborne Wilson, utilizza il modello neodarwiniano per indagare il comportamento degli esseri umani, grazie alla collaborazione tra le scienze sociali e la biologia.

#### Epigenetica
Infine l'epigenetica, ovvero lo studio delle modifiche fenotipiche ereditabili nell'espressione del gene, dal fenotipo cellulare agli effetti sull'intero organismo (fenotipo, in senso stretto), causato da meccanismi diversi dai cambiamenti nella sequenza genomica, ovvero lo studio di meccanismi molecolari mediante i quali l'ambiente altera il grado di attività dei geni senza tuttavia modificare l'informazione contenuta, ossia senza modificare le sequenze di DNA, ha ampliato e chiarito dubbi relativi a evidenti azioni dell'ambiente, senza per questo rimettere in discussione ipotesi chiarite già dall'abbandono del lamarckismo.
Le mutazioni epigenetiche durano per il resto della vita della cellula e possono trasmettersi a generazioni successive delle cellule attraverso le divisioni cellulari, senza tuttavia che le corrispondenti sequenze di DNA siano mutate; sono quindi fattori non-genomici che provocano una diversa espressione dei geni dell'organismo.
Tra i possibili meccanismi per ora noti che possono provocare effetti epigenetici si annoverano la metilazione del DNA e l'acetilazione degli istoni. Questi processi alterano l'accessibilità fisica alle regioni del genoma sulle quali si legano proteine e enzimi deputati all'espressione genica e quindi alterano l'espressione del gene.

## Storia evolutiva della vita

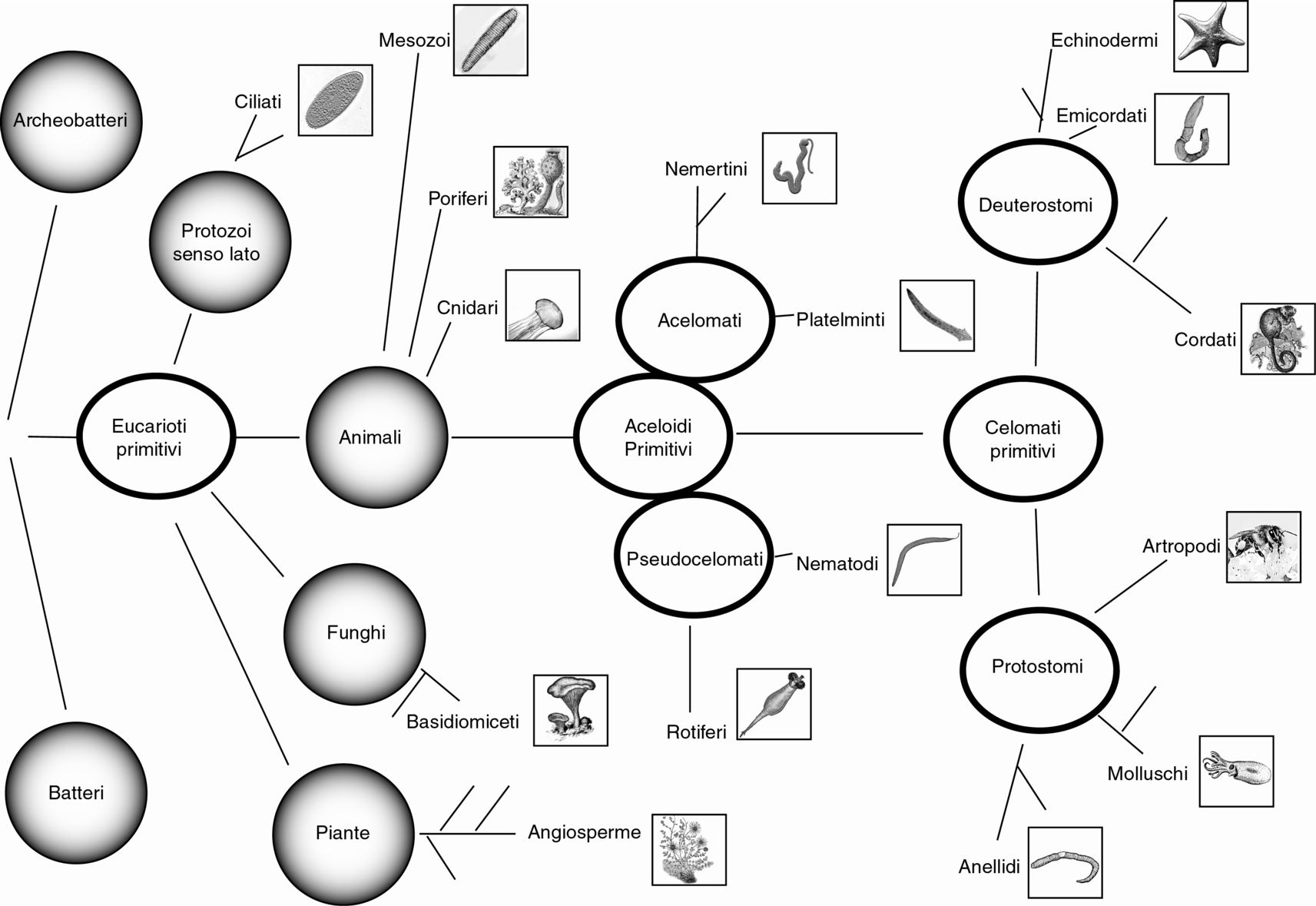
Schema semplificato dell'evoluzione degli esseri viventi

La moderna scienza biologica considera la tesi della discendenza comune come un dato di fatto: tutte le forme di vita presenti sulla Terra sono discendenti di un progenitore comune. Questa conclusione si basa sul fatto che molte caratteristiche degli organismi viventi, come il codice genetico, in apparenza arbitrari, sono invece condivisi da tutti i taxa anche se qualcuno ha ipotizzato origini multiple della vita.
I rapporti di discendenza comune tra specie o gruppi di ordine superiore si dicono rapporti filogenetici, e il processo di differenziazione della vita si chiama filogenesi. La paleontologia dà prove consistenti di tali processi.
Organi con strutture interne radicalmente diverse possono avere una somiglianza superficiale e avere funzioni simili: si dicono allora analoghi. Esempi di organi analoghi sono le ali degli insetti e degli uccelli. Gli organi analoghi dimostrano che esistono molteplici modi per risolvere problemi di funzionalità. Nello stesso tempo esistono organi con struttura interna simile ma che servono a funzioni radicalmente diverse (organi omologhi).
Confrontando organi omologhi di organismi dello stesso phylum, per esempio gli arti di diversi Tetrapodi, si nota che presentano una struttura di base comune anche quando svolgono funzioni diverse, come la mano umana, l'ala di un uccello e la zampa anteriore di una lucertola. Poiché la somiglianza strutturale non risponde a necessità funzionali, la spiegazione più ragionevole è che tali strutture derivino da quella del comune progenitore. Inoltre, considerando gli organi vestigiali, risulta difficile ammettere che siano comparsi fin dall'inizio come organi inutili, mentre se si ammette che avessero una funzione in una specie progenitrice la loro esistenza risulta comprensibile.
La mutazione (termine introdotto all'inizio del Novecento) consiste nella comparsa improvvisa, casuale ed ereditabile nelle future generazioni, di caratteristiche non possedute da antenati degli individui che le presentano.
La ricombinazione genetica, che permette di creare nuove combinazioni di caratteristiche ereditarie, può aver luogo sia durante la meiosi (riproduzione sessuata) sia per trasferimento di materiale genetico da una cellula all'altra (coniugazione o trasformazione batterica).

## Meccanismo
Secondo il punto di vista del neodarwinismo, l'evoluzione avviene quando cambia la frequenza degli alleli all'interno di una popolazione. Questo può avvenire attraverso meccanismi come la selezione naturale o la deriva genetica.
Il processo è generalmente graduale tra gli animali, mentre nelle piante si può verificare la speciazione per poliploidia dovuta alla duplicazione di una parte o di tutto il corredo genico. Oggi abbiamo però evidenze che duplicazioni del corredo genico (o, anche, riduzioni del corredo genico) abbiano interessato talvolta anche talune specie animali. L'evoluzione graduale si basa invece sulla trasmissione del patrimonio genico di un organismo individuale alla sua progenie e sull'interferenza in essa frapposta dalle mutazioni casuali.

### Selezione naturale

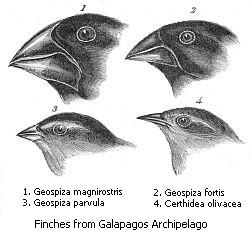
Quattro differenti tipi di becco in diverse specie di fringuello

La selezione naturale è il fenomeno per cui organismi della stessa specie con caratteristiche differenti ottengono, in un dato ambiente, un diverso successo riproduttivo; di conseguenza, le caratteristiche che tendono ad avvantaggiare la riproduzione diventano più frequenti di generazione in generazione. Si ha selezione perché gli individui hanno diversa capacità di utilizzare le risorse dell'ambiente e di sfuggire a pericoli presenti (come predatori e avversità climatiche); infatti le risorse a disposizione sono limitate, e ogni popolazione tende ad incrementare la sua consistenza in progressione geometrica, per cui i cospecifici competono per le risorse (non solo alimentari).
È importante notare che mutazione e selezione, prese singolarmente, non possono produrre un'evoluzione significativa.
La prima, infatti, non farebbe che rendere le popolazioni sempre più eterogenee. Inoltre, per il suo carattere casuale, nella maggior parte dei casi essa è neutrale, oppure nociva, per la capacità dell'individuo che la esibisce di sopravvivere e/o riprodursi.
La selezione, dal canto suo, non può introdurre nella popolazione nessuna nuova caratteristica: tende anzi a uniformare le proprietà della specie.
Solo grazie a sempre nuove mutazioni la selezione ha la possibilità di eliminare quelle dannose e propagare quelle (poche) vantaggiose. L'evoluzione è quindi il risultato dell'azione della selezione naturale sulla variabilità genetica creata dalle mutazioni (casuali, ovvero indipendenti dalle caratteristiche ambientali).
L'azione della selezione naturale e delle mutazioni viene analizzata quantitativamente dalla genetica delle popolazioni.
È anche importante sottolineare che la selezione è controllata dall'ambiente, che varia nello spazio e nel tempo e comprende anche gli altri organismi.
Le mutazioni forniscono perciò il meccanismo che permette alla vita di perpetuarsi. Infatti gli ambienti sono in continuo cambiamento e le specie scomparirebbero se non fossero in grado di sviluppare adattamenti che permettono di sopravvivere e riprodursi nell'ambiente mutato.

### Deriva genetica
La deriva genetica è la variazione, dovuta al caso, delle frequenze geniche in una piccola popolazione.
Nelle piccole popolazioni derivanti da una più vasta è anche importante l'"effetto del fondatore", per cui esse possono avere casualmente frequenze geniche significativamente diverse da quelle della popolazione originaria.
Grazie a questi due fenomeni piccole popolazioni possono "sperimentare" combinazioni genetiche improbabili in quelle grandi.

## La speciazione

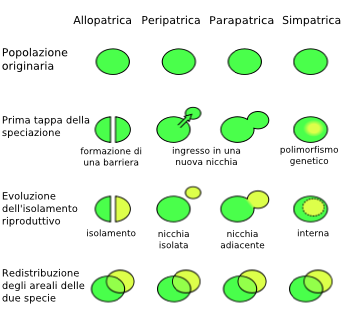
Tipi di speciazione

Affinché specie oggi distinte possano discendere da un progenitore comune è necessario che le specie in qualche modo "si riproducano".
Ciò richiede che una parte della specie subisca un'evoluzione divergente dal resto, in modo che ad un certo punto si siano accumulate tante variazioni da poterla considerare una specie distinta.
Ogni specie (a meno che non sia in via di estinzione o residuale) è formata da più popolazioni mendeliane. Esse non coincidono con le popolazioni ecologiche e sono definite come parti della specie al cui interno si ha un'ampia possibilità di incrocio.
La speciazione è possibile quando tra popolazioni o gruppi di popolazioni si instaura un isolamento riproduttivo, ossia vi è uno scambio genetico pressoché nullo.
Se si realizza l'isolamento per un tempo abbastanza lungo, è impossibile che per puro caso si abbia la stessa evoluzione nelle due parti della specie. La divergenza evolutiva è ancor più marcata se i due gruppi vivono in ambienti diversi poiché la selezione agisce su di loro in modo diverso.

### Speciazione allopatrica
La speciazione allopatrica (o vicarianza) avviene quando l'evoluzione di parti diverse della specie madre avviene in territori diversi.
È necessario che l'areale della specie sia discontinuo, ossia che sia diviso in porzioni disgiunte, separate da zone in cui la specie non può vivere. Si ha quindi un isolamento geografico.
Più che l'isolamento geografico, il meccanismo di speciazione allopatrica sembra principalmente legato all'isolamento periferico: in seno ad una piccola subpopolazione, vivente ai margini dell'areale della specie in condizioni non ottimali, avviene la rapida differenziazione evolutiva e segregazione di una nuova specie in seguito al limitato scambio genetico con la popolazione principale.

### Speciazione simpatrica
Si ha speciazione simpatrica quando due popolazioni si evolvono separatamente pur vivendo nello stesso territorio.
L'isolamento riproduttivo senza separazione geografica si può avere in due modi.
- L'isolamento ecologico è dovuto al fatto che le popolazioni occupano nicchie ecologiche differenti. Un esempio classico sono i fringuelli delle Galápagos, che han dato origine a specie diverse per alimentazione. Questo esempio non è ritenuto corretto dalla totalità degli ambienti scientifici, infatti, si potrebbe obiettare che la distanza tra le isole è una sorta di separazione geografica (quindi rientrerebbe nella categoria della speciazione allopatrica).
- L'isolamento genetico è causato da riarrangiamenti cromosomici stabilizzatisi in un piccolo gruppo, che non si può più incrociare con i cospecifici pur avendo inizialmente lo stesso fenotipo (criptospecie).

## Prove
La letteratura scientifica moderna ha dimostrato che l'evoluzione è un "fatto" provato, confermato e supportato da prove di varia natura. Ciò è sottolineato dal fatto che il dibattito non è più su "se" l'evoluzione sia avvenuta (di tutti gli esseri viventi in generale e dai primati agli "Homo sapiens" in particolare), ma su "come" questa sia avvenuta e come la vita sulla terra continui ad evolversi.

### Prove paleontologiche
La successione degli ammoniti Hildoceratidi del Lias superiore (Giurassico) nell'Appennino umbro-marchigiano, mostra continue variazioni verticali (ossia nel tempo) con graduali modificazioni nella morfologia delle ammonite presenti, variazioni che sono state interpretate come evolutivi passaggi tra genere e genere.
Qui, all'interno dell'unità litostratigrafica del Rosso Ammonitico, è presente una serie di ammoniti, ben conservate. Raccogliendone sistematicamente varie centinaia di campioni, strato per strato, si è osservato, muovendosi verso i termini più recenti, un adattamento funzionale verso una sempre maggiore idrodinamicità, interpretata con l'idea darwiniana della evoluzione gradualista per selezione naturale. Trattasi di una microevoluzione simpatrica in quanto queste specie sono presenti esclusivamente nell'area mediterranea della Tetide.
I dati della paleontologia mostrano non solo che gli organismi fossili erano diversi da quelli attuali, ma anche che man mano che andiamo indietro nel tempo le differenze con gli organismi viventi sono maggiori.
Ad esempio, fossili abbastanza recenti possono essere attribuiti generalmente a generi attuali, mentre quelli man mano più antichi sono sempre più diversi e sono attribuibili ad altri generi; permangono talora caratteristiche di base, per cui possono essere spesso attribuiti agli stessi gruppi tassonomici di ordine elevato attuali.
Ciò si accorda bene con l'ipotesi generale, che, arretrando nel tempo, ci si avvicina alla radice dell'albero filogenetico.
La paleontologia fornisce prove concrete dell'evoluzione, quando i fossili sono trovati nelle successioni stratigrafiche sedimentarie in abbondanza, laddove è rispettato il principio fondamentale geologico della sovrapposizione. I fossili dentro le rocce sedimentarie marine sono diffusi in tutte le parti del mondo e permettono indagini stratigrafiche molto dettagliate.
Anche il ritrovamento di numerose forme transizionali fossili ha portato una sostanziale conferma alla spiegazione evolutiva della diversità dei viventi.
Un esempio particolarmente calzante di questi particolari fossili è l'Archaeopteryx lithographica, forma transizionale tra uccelli e "rettili", il cui primo fossile completo, in cui perfino le penne si erano fossilizzate, fu ritrovato solo un anno dopo la pubblicazione de L'origine delle specie.

### Prove biogeografiche
La distribuzione geografica delle specie viventi, anche alla luce delle conoscenze sulla deriva dei continenti, ben si accorda con l'evoluzione organica.
L'enorme varietà di adattamenti dei marsupiali australiani, per esempio, può essere spiegata con il fatto che la separazione dell'Australia dagli altri continenti precede la comparsa degli "euplacentati", e quindi i marsupiali terrestri australiani hanno potuto adattarsi a nicchie ecologiche in cui non dovevano competere con altri ordini di mammiferi.
Anche lo sviluppo di grossi uccelli non volatori in grandi isole porta alle medesime conclusioni. Infatti, visto che esse erano già separate dai continenti alla comparsa degli animali omeotermi, solo gli uccelli hanno potuto raggiungerle ed occupare nicchie terrestri solitamente occupate da mammiferi.
Alle prove biogeografiche si possono aggiungere quelle paleobiogeografiche. La paleobiogeografia si occupa della posizione paleogeografica dei fossili, a partire da quella geografica attuale. L'argomento ha enorme importanza quando i fossili sono molto antichi (per es. quelli del Paleozoico e del Mesozoico), e talora danno indizi di speciazione allopatrica per migrazione. Tali studi, ancora poco sviluppati, devono essere eseguiti con il concorso della biostratigrafia; in tal caso possono dare risultati eccezionali. Un caso diverso è quello della presenza degli stessi fossili in aree oggi separate; Sudamerica e Africa infatti presentano in successioni rocciose simili, di origine continentale, fossili di rettili sinapsidi simili del Permiano, 250 milioni di anni fa, a testimoniare che i due continenti erano uniti nel supercontinente Gondwana in quel lontano periodo.

### Prove matematico/informatiche
Gli algoritmi genetici sono delle metaeuristiche per la ricerca della soluzione ottimale di un problema basate sulla logica del modello evoluzionistico. Studiando questo metodo si è visto come, partendo dalle ipotesi del modello evoluzionistico, si può arrivare all'evoluzione di più specie.
Sono stati realizzati molti programmi per computer che simulano un ecosistema per diversi scopi (divertimento, studio dei meccanismi evolutivi naturali, studio degli algoritmi genetici). Anche questi hanno dimostrato la plausibilità del modello evoluzionistico. Inoltre, gli algoritmi genetici sono stati applicati in campi lontani dalla biologia, come i problemi di ottimizzazione di funzioni matematiche, in cui le soluzioni vengono fatte "competere" e "incrociare" tra di loro con particolari metodi.

### Evoluzione osservabile
Uno dei fenomeni di evoluzione osservabili, per via dell'estrema brevità dei cicli vitali in gioco e quindi della rapidità con cui è possibile osservare la successione delle generazioni, è quello relativo alla progressiva resistenza agli antibiotici da parte dei batteri. È necessario utilizzare sempre nuovi antibiotici per assicurare trattamenti efficaci e ciò è dovuto al fatto che i batteri, come tutte le specie, mutano, e in un ambiente a loro ostile come un corpo umano in terapia antibiotica, sopravvivono semplicemente quegli individui le cui mutazioni determinano una maggiore resistenza a quello specifico antibiotico. L'uso diffuso degli antibiotici (sia sugli uomini che sugli animali) non fa che selezionare i ceppi batterici più resistenti, con drammatica diminuzione dell'efficacia. L'introduzione di un nuovo e più potente antibiotico non farà che riproporre lo schema già descritto: tra le infinite mutazioni ve ne saranno sempre alcune che daranno un vantaggio riproduttivo (che renderanno cioè più "adatti") agli individui che le hanno subite.
Un altro studio sull'evoluzione osservabile coinvoge colture del batterio Escherichia coli in quello che è definito come esperimento a lungo termine sull'evoluzione. in condizioni di laboratorio di promuovere la moltiplicazione di E. coli tenendo traccia storica delle successive generazioni tramite campioni congelati. In questo modo diventa possibile confrontare in ogni momento le differenti generazioni per osservare quali cambiamenti genetici abbiano migliorato il successo riproduttivo del batterio nell'ambiente artificiale in cui è inserito.
Anche i virus mutano rapidamente, producendo sempre nuovi ceppi, cosa che rende ancor più difficile cercare di contrastarli. Per questo motivo è difficile riuscire a produrre vaccini definitivamente efficaci contro l'influenza, visto che i tempi di mutazione del virus sono paragonabili ai tempi necessari per mettere in commercio un vaccino.
Per le stesse ragioni gli insetti sono ottimi soggetti quando si vuole osservare l'evoluzione all'opera. In particolare si sono studiate le zanzare della metropolitana di Londra Culex molestus adattarsi agli ambienti artificiali creati dall'uomo nei tunnel delle metropolitane e nei sotterranei umidi. Questa specie si è modificata adottando cicli circadiani differenti e differenti abitudini riproduttive ed alimentari fino a divenire una specie a sé stante che non si riproduce con le sue cugine.
Anche tra i rettili è possibile osservare casi di evoluzione all'opera anche se collegata alla pressione evolutiva esercitata dalle attività umane. I serpenti di mare Emydocephalus annulatus si presenta solitamente con una livrea nera a strisce bianche. L'inquinamento delle acque ha progressivamente selezionato gli esemplari che presentano un fenomeno noto come melanismo industriale in cui le strisce bianche si assottigliano o spariscono completamente. Questo avvantaggia tali esemplari poiché la melanina della pelle si lega meglio alle sostanze inquinanti e permette di eliminarle con la muta della pelle che avviene ciclicamente.
Nel 1996 il clima insolitamente rigido del Nebraska ha permesso di osservare la selezione naturale in azione sulle rondini comuni (Hirundo rustica). Alle gelate di maggio sono sopravvissuti gli esemplari con ali più corte che hanno poi trasmesso tale carattere fenotipico alle generazioni successive.

## Evoluzione dell'uomo
Per l'evoluzione che partendo da alcuni appartenenti alla classe dei mammiferi, nel superordine degli Euarchontoglires, che si divisero dal gruppo dei Laurasiatheria, ha condotto all'Homo sapiens, e da esso ha proseguito con la storia, vedere le voci Evoluzione umana e Storia dell'uomo.
La precedente teoria che postulava l'ordine degli insettivori come nostri progenitori è stata "aggiornata" sulla base di dati biomolecolari riducendone il grado di parentela evolutiva e ponendoli su un ramo affine ma collaterale.

## L'impatto culturale del moderno concetto di evoluzione

### L'evoluzionismo filosofico
Il concetto di evoluzione definito in biologia da Darwin è andato estendendosi, nel tempo, come paradigma di intelligibilità applicabile a tutta la storia dell'universo (vedi per esempio, in astrofisica, il concetto di evoluzione stellare).
Anche le discipline umanistiche come la filosofia hanno recepito il modello interpretativo evoluzionistico esprimendolo in versioni filosofiche dell'evoluzione di tipo materialistico come quella di Herbert Spencer, che in realtà precorre la visione di Darwin, seguita da numerose altre nel corso del XX secolo e culminate nel darwinismo neurale del Premio Nobel Gerald Edelman.
Un tipo di pseudo-evoluzionismo spiritualista è quello vitalistico, infatti il concetto di evoluzione in filosofia ha portato anche a reinterpretare le manifestazioni spirituali in un senso vitalistico evolutivo a forte coloritura teologica. Di questo indirizzo sono da citare due esempi emblematici: il pensiero del filosofo e premio Nobel Henri Bergson e del teologo gesuita, nonché paleoantropologo, Teilhard de Chardin, i quali hanno utilizzato la teoria dell'evoluzione come uno strumento utile a descrivere il ruolo del divino negli accadimenti della storia.
In ambito sociale e politico, pur non avendo attinenza causale con l'evoluzionismo darwiniano, è stato chiamato darwinismo sociale il concetto di struggle for life and death - lotta per la vita e la morte- esteso a regola delle comunità umane, coniato con intento peggiorativo dal giornalista francese Émile Gautier nel 1879 contrastando verbalmente la giustificazione delle ineguaglianze sociali, alimento del socialismo. Più propriamente dovrebbe essere definito spencerismo sociale, poiché la sua elaborazione si basa sui concetti espressi da Herbert Spencer. Il darwinismo sociale non è una conseguenza necessaria dei principi di evoluzione biologica e l'utilizzo della stessa come giustificazione per le politiche di disuguaglianza commette fallacia naturalistica.

### Il nuovo approccio evoluzionistico nelle scienze umane
Anche Karl Marx mandò una copia de Il capitale a Darwin, avendo letto il lavoro del naturalista inglese e ritenendo il proprio studio dell'economia in sintonia con l'anti-teleologia del darwinismo in biologia.
Anche l'antropologia culturale nello studio dell'evoluzione dei gruppi umani e delle organizzazioni sociali trovò molto produttivo adottare il punto di vista evoluzionista come è il caso dell'antropologia americana con Lewis Henry Morgan e la sua scuola.

### Equivoci nell'uso del termine evoluzione
Un errore concettuale comune, mutuato dal significato che la parola evoluzione ha poi assunto in altre discipline e in termini discorsivi, nel senso di progresso, può essere il considerare l'evoluzione, ogni evoluzione, un processo di miglioramento genetico delle specie o di semplice aumento della complessità degli organismi o ancora più semplicemente nella capacità di "uscire vincente", concetto corretto se inteso nel senso di più adatto, dal processo di selezione naturale.
Ciò che in realtà mutazione e selezione producono è adattamento all'habitat e quindi, in tal senso, può comportare anche perdita di caratteri e di funzionalità e una semplificazione dell'organismo; tipico esempio si verifica in organismi evolutisi ed adattatisi ad una vita parassitaria. L'insieme delle condizioni ambientali e delle relazioni con le altre specie sussistenti ad un dato momento costituisce l'habitat ed esso è, al contempo, una fonte di selezione e il terreno in cui si esplicano gli adattamenti in essere. Un troppo rapido cambiamento delle medesime condizioni, quindi, può giungere a causare l'estinzione di popolazioni evolute nel senso di una forte specializzazione.
Il costante cambiamento dei virus in risposta alla pressione selettiva è spesso definito evoluzione virale, seppure sia ai limiti della definizione generale, trattandosi spesso di mutazioni e adattamenti, ed essendo i virus considerati ai limiti del vivente.
In termini generali comunque il termine ha preso dalla biologia il significato originale di svolgimento, azione ordinata da una situazione ad una successiva e derivata, estendendolo a ogni processo di trasformazione nelle altre discipline, a carattere scientifico e non, a cui si rimanda nella relativa voce di disambigua.

## Altre ipotesi e critiche

Caricatura che ritrae Darwin con sembianze scimmiesche

### Scientifiche

#### Evoluzione e casualità
Il biologo Jacques Monod nel suo libro "Il caso e la necessità", asserì che la teoria scientifica evoluzionistica, non rigettata da Monod, andava intesa come una teoria che concepiva l'evoluzione come una somma di eventi casuali, quindi stocastici o aleatori, poi selezionati dalle necessità ambientali. L'indeterminismo diventa quindi il vero motore evoluzionistico, negando assolutamente ogni ipotesi teleologica o causa finale, il telos Aristotelico. Questa visione nulla avrebbe quindi a che fare con qualunque concezione finalistica sia riguardo all'uomo sia riguardo al mondo.
La casualità evolutiva, che deriva dalla casualità delle modifiche naturali del patrimonio genetico, responsabili della differenziazione dei diversi individui entro la singola specie, viene invece rigettata, con considerazioni diverse dai sostenitori di una prospettiva finalistica dell'evoluzione.
Esiste un ampio consenso scientifico all'evoluzione e in risposta alle iniziative volte a dare risalto con liste di scienziati all'ipotesi creazionista, la comunità scientifica ha creato ironicamente il Progetto Steve con il quale ha mostrato come anche i soli scienziati che si chiamano "Steve" o varianti di quel nome, sono più di quelli che negano l'evoluzione e il ruolo della selezione naturale.

### Non scientifiche
Le ipotesi non scientifiche fanno riferimento a tutte quelle critiche e ipotesi alternative alla teoria dell'evoluzione non condotte con metodo scientifico o invalidate dallo stesso, e quindi non considerate dalla comunità scientifica.
Il seguente dialogo ebbe luogo il 30 giugno 1860 a Oxford durante la Riunione dell'Associazione Britannica per l'Avanzamento della Scienza (British Association for the Advancement of Science) e fu un punto focale delle reazioni alle teorie di Darwin. Il leggendario dibattito di Oxford sull'evoluzionismo si tenne tra Thomas Henry Huxley, che partecipò a questa riunione in rappresentanza del collega e amico Charles Darwin che non volle parteciparvi, e il vescovo di Oxford, Samuel Wilberforce, accanito oppositore delle teorie darwiniane.
Samuel Wilberforce (Vescovo anglicano di Oxford ed elemosiniere della regina Vittoria):
Se tutto questo fosse vero credo proprio che nessuno di noi troverà il coraggio di consumare il tradizionale roastbeef inglese quando torneremo a casa stasera.
Vedo che non sono riuscito a fare breccia sul signor Huxley, allora gli farò una domanda, una sola: Vorrei sapere se è per parte di suo nonno o per parte di sua nonna che si dichiara discendente dalla scimmia.»
Thomas Henry Huxley (biologo e filosofo inglese):
Signor presidente, signore e signori, sua eccellenza. Lei signore, ha voluto ridicolizzare una nuova teoria scientifica definendola rozza e semplicistica.

Il signor Darwin ha dedicato la maggior parte della sua vita a ponderare questo importante argomento, la nostra conoscenza è molto incompleta ma le somiglianze strutturali tra l'essere umano e la scimmia sono evidenti e anche innegabili.
Se poi le scimmie, i vescovi o i tuberi siano tutti opera di Dio non è mia competenza giudicarlo.
È perfettamente legittimo contemplare l'eventualità che, un fenomeno qualsiasi, sia il risultato di una qualche causa a noi sconosciuta. Ma è una cosa stupida, eccellentissimo vescovo, che un uomo metta da parte la sua ragione e scelga di cadere nel ridicolo!»

#### Antievoluzionismo o evoluzionismo solo parzialmente accettato
Il concetto di evoluzionismo ha ricevuto critiche per motivi strettamente religiosi:
- Creazionismo, per esempio quello biblico, professato dall'Ebraismo ortodosso;
- Interpretazione coranica da parte del mondo musulmano, con recenti ricadute sull'istruzione universitaria da parte di formazioni giovanili[31]
- Varie interpretazioni della creazione, che portano le diverse fedi religiose a posizioni antievoluzionistiche
- Interpretazione cristiana in parte basata sull'Antico Testamento; le diverse chiese cristiane interpretano in maniera molto articolata questo concetto, dove alcune Chiese protestanti si oppongono fortemente all'insegnamento nelle scuole. Molti Battisti ed evangelici per esempio avversano decisamente l'evoluzionismo. La Chiesa cattolica non ha assolutamente una posizione unitaria e definita sul darwinismo (vedi Evoluzione e chiesa cattolica), pur tentando, dopo un lungo cammino che l'ha vista contrapporsi con forza alle idee di Darwin, a partire dall'enciclica Humani generis a conciliare in alcune sue manifestazioni fede e scienza, pur evidenziando, nelle parole del Pontefice Benedetto XVI[32], e nelle conclusioni della Commissione Teologica Internazionale del 2004 che: “Un processo di evoluzione non guidato - che sia totalmente estraneo all'azione della divina provvidenza - semplicemente non può esistere”. In ogni caso, la separazione dell'uomo tra corpo materiale e anima, pone che la seconda sia frutto di creazione divina. Altre alte voci di volta in volta evidenziano atteggiamenti pro o contro la teoria. Tra i detrattori si trova il cardinale di Vienna Christoph Schoenborn, in un editoriale sul New York Times del 7 luglio 2005 "Scoprire il progetto nella natura", dice che: "I difensori del dogma neo-Darwiniano hanno spesso invocato la supposta accettazione - o almeno acquiescenza - del Cattolicesimo Romano quando essi difendono la loro teoria come fosse compatibile con la fede Cristiana. Ma questo non è vero."[33], mentre il sacerdote e matematico George Coyne, direttore della specola vaticana, membro dell'Accademia Pontificia delle Scienze, in un'intervista del mensile Le Scienze ha dichiarato che il dibattito sull'ID è di natura principalmente politica, ed è portato avanti da "confessioni cristiane fondamentaliste"[34].
- Non troppo diversa è la posizione attuale di alcune confessioni che credono nel Karma; nell'induismo (di professione Vaishnavista) secondo Srila Prabhupada, il Bhagavatam afferma che tutte le forme di vita dalle più elementari all'uomo, originano dal giorno di Brahmā, datato circa 2 miliardi di anni fa il punto di vista dell'origine delle specie si sfasa nell'evoluzione materiale, non guidata, e nell'evoluzione guidata da Dio, essendo i viventi composti da corpo sottile e il corpo grossolano: "Egli [L'essere individuale] gode con il corpo sottile composto di mente, di intelligenza e di ego, mentre il corpo grossolano è soltanto un involucro esterno che agisce da intermediario. Quando un corpo grossolano va perso, cioè quando muore, la radice del corpo grossolano – la mente, l'intelligenza e l'ego – continua a vivere e provoca la formazione di un altro corpo grossolano. Sebbene i corpi grossolani sembrino cambiare, la loro vera radice – il corpo sottile composto di mente, intelligenza ed ego – è sempre presente".

La teoria ha anche ricevuto critiche per motivi non strettamente religiosi, ma spesso da parte di personalità fortemente legate all'ambito della cultura religiosa; Zichichi e Sermonti a titolo di esempio hanno espresso le loro critiche verso la teoria dell'evoluzione solo su pubblicazioni divulgative e mai su riviste scientifiche sottostanti al meccanismo del peer review:
- Critiche pseudoscientifiche o non supportate dall'approccio scientifico. L'evoluzionismo ha ricevuto critiche per opinioni riguardanti l'adeguatezza del meccanismo esplicativo neodarwiniano, o riguardanti la presunta insufficienza di prove della teoria di Darwin.[36]. Queste opinioni sono decisamente minoritarie nella comunità scientifica non specialistica, e spesso non tengono conto di quanto la stessa teoria originale di Darwin sia evoluta nel tempo, è giusto ricordare alcune di queste teorie alternative, che vengono citate nel paragrafo ascientifico proprio per l'approccio divulgativo. La teoria di Darwin è per esempio avversata dal fisico italiano Antonino Zichichi, che ne nega la solidità matematica e ne attacca le prove biologiche e paleontologiche.

##### Devoluzionismo
Il Devoluzionismo del genetista italiano Giuseppe Sermonti, nella reinterpretazione in chiave moderna delle “teorie della degenerazione” di fine Ottocento, sostiene che le scimmie moderne sono antichi cugini "degenerati" di primitivi ominidi. Nel 1984 pubblica La luna nel bosco. Saggio sull'origine della scimmia, libro dedicato principalmente all'esposizione dell'ipotesi devolutiva dove espone che l'antenato comune di uomo e scimpanzé somigliasse molto all'uomo moderno, e che l'aspetto delle scimmie moderne si sia evoluto successivamente a quello umano; pertanto i caratteri che contraddistinguono le scimmie moderne risulterebbero evolutisi successivamente e più recentemente rispetto ai caratteri tipici degli ominidi primitivi.

#### Teismo evoluzionista
Evoluzionismo teista, evoluzionismo teistico, creazione continua, creazione evolutiva, darwinismo cristiano sono correnti di pensiero di nicchia sviluppatesi all'interno della teologia cattolica, i cui fautori cercano di promuovere una filosofia della vita e della persona umana che tenti di conciliare scienza, filosofia e teologia.
Consiste quindi nel tentativo di conciliare, da un punto di vista religioso, la dottrina tradizionale della creazione, basata sui primi capitoli della Genesi, con l'evoluzionismo darwiniano e le scoperte scientifiche.

Ad un'interpretazione letterale si può intravedere un conflitto, in quanto da una parte si descrive una creazione dal nulla, secondo un progetto divino, di tutti gli esseri viventi già formati, al vertice dei quali viene creato l'uomo; dall'altra un'evoluzione continua e puramente casuale degli esseri viventi da forme primordiali, che coinvolge anche l'homo sapiens. Darwin stesso visse un conflitto interiore tra la propria teoria e in principi teologici a cui era stato educato.
La soluzione del dilemma, secondo i proponenti, consiste nell'interpretazione della creazione come verità teologica e non scientifica: ossia come dipendenza ontologica di tutte le cose da Dio, quali che possano essere state le modalità con cui si sono formati gli esseri viventi. In questa prospettiva, non è necessario immaginare che il mondo creato sia sempre stato uguale a se stesso, privo di storia e di passato. Il racconto biblico non va considerato un testo scientifico ma un mito allegorico: non intende esporre la modalità precisa con cui il mondo ebbe origine, ma soltanto esprimere con linguaggio figurato il fatto che l'universo sia opera di Dio.
Il presupposto dell'evoluzionismo teista è che fede e scienza abbiano ambiti di competenza separati, e che il conflitto sorga solo ove una delle due invada indebitamente il campo altrui. “Tra evoluzione, come teoria scientifica, e creazione, come verità teologica, se si prendono nei contenuti propri di ciascuna, non dovrebbero esserci contrapposizioni”. Tale presupposto è condiviso anche da alcuni scienziati, tra cui ad es. Gould, il quale parla di “magisteri non sovrapponibili”.
Questa impostazione si differenzia pertanto da quelle teorie che vedono una necessaria contrapposizione tra fede e scienza: da una parte il creazionismo, e dall'altra l'evoluzionismo ateista (ad es. Dawkins). Si distingue anche dalla teoria del cd. Disegno intelligente, la quale prevede interventi continui o intermittenti di Dio per orientare l'evoluzione.